# Antichloris caca
Antichloris caca är en fjärilsart som beskrevs av Jacob Hübner 1827. Antichloris caca ingår i släktet Antichloris och familjen björnspinnare. Inga underarter finns listade i Catalogue of Life.